# Trace Cyrus
Trace Dempsey Cyrus (* 24. února 1989 Ashland), rodným jménem Neil Timothy Helson, je americký muzikant. Je synem country zpěváka Billyho Raye Cyruse a bratrem zpěvaček Miley Cyrus a Noah Cyrus. Také je vokalistou ve skupině Metro Station. Tuto skupinu opustil v roce 2010 a v roce 2014 se k ní zase vrátil. Je vlastníkem podniku From Backseats to Bedrooms.

## Život a kariéra

### 1989–2006: Dětství
Trace Dempsey Cyrus se narodil v Ashlandu v Kentucky jako Neil Timothy Helson. Jeho matka je Leticia "Tish" Cyrus (rodným jménem Finley). Jeho biologickým otcem je Baxter Neal Helson, ale později byl adoptován Billy Ray Cyrusem, když se za něj Leticia provdala. Po adopci bylo jeho jméno změněno na Trace Dempsey Cyrus. 

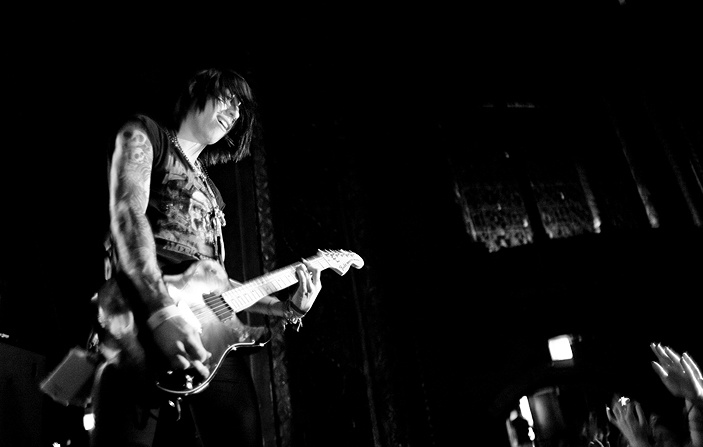
Trace Cyrus na vystoupení v Chicagu v roce 2008.

V roce 2006 spolupracoval na složení písně "Country Music Has the Blues" na albu Billyho Raye Wanna Be Your Joe. Píseň zpíval Billy společně s Lorettou Lynnovou a Georgem Jonesem. Trace byl kytaristou a zpěvákem ve skupině Metro Station. Tuto skupinu z

### 2010–současnost

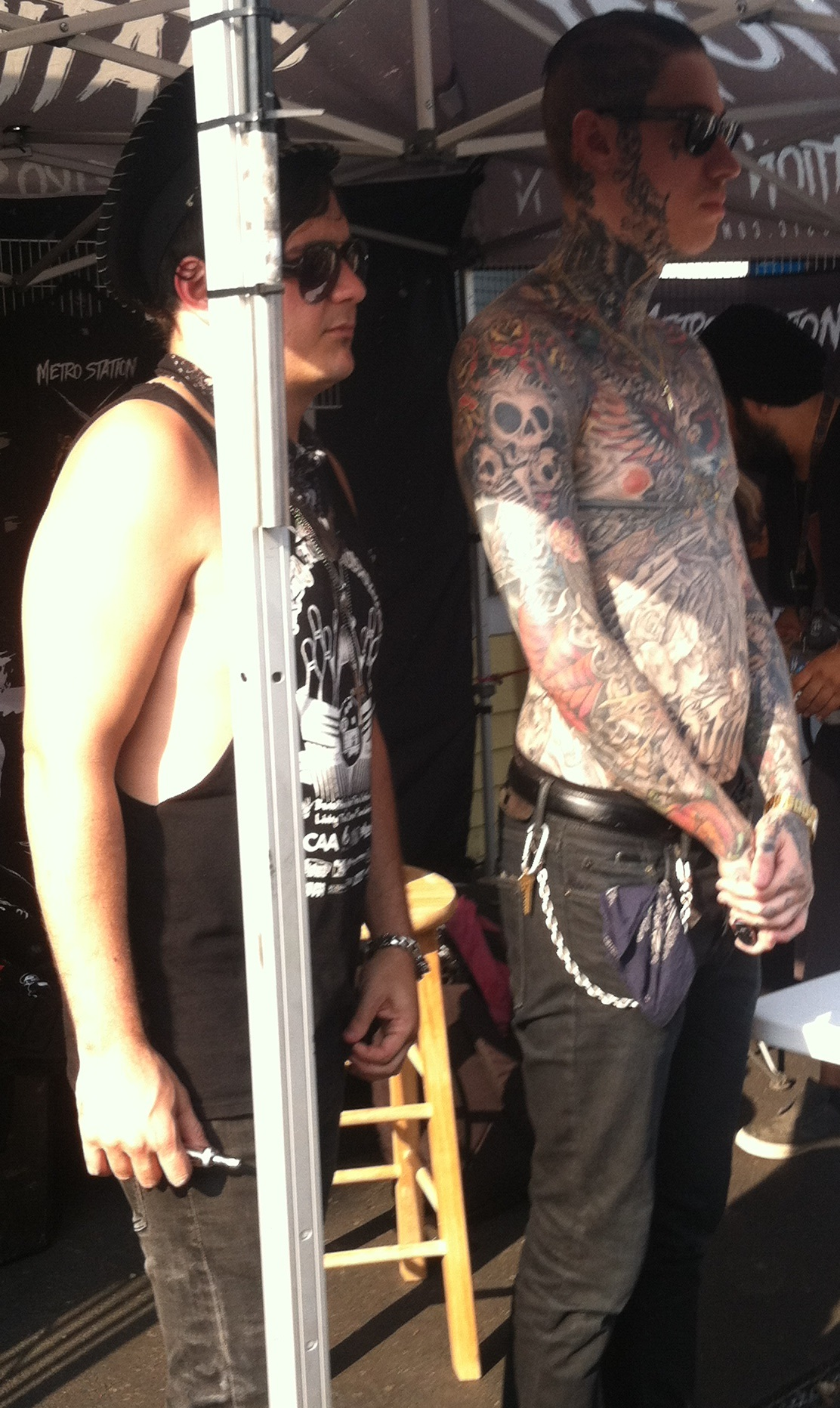
Trace Cyrus s Masonem Musso v roce 2015 v Hartfordu v Connecticutu.

V roce 2013 účinkoval v remixu písně Dat Boi skupiny Millionaires. Dne 14. října 2011 byl poprvé spatřen s herečkou Brendou Song. V červnu 2012 oznámil, že tento vztah mezi nimi skončil, avšak v lednu 2013 se dali znovu dohromady. V březnu 2014 odstranila Brenda všechny fotky s Tracem ze svého Instagramu. Poté oznámila, že se znovu rozešli. Důvodem rozchodu bylo údajně její předstírané těhotenství. 